# 喬雷科略山
17°12′31″S 69°59′01″W / 17.20861°S 69.98361°W

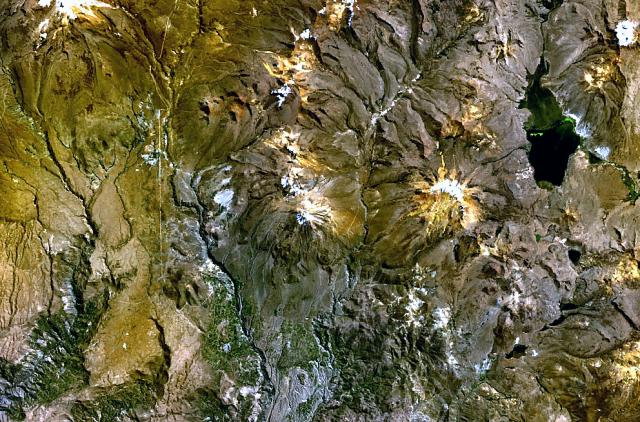

喬雷科略山（Churi Qullu），是秘魯的山峰，位於該國南部塔克納大區，由塔拉塔省的蘇薩帕亞區負責管轄，屬於安地斯山脈的一部分，海拔高度4,800米。